# Andreas Haas (Fußballspieler)
Andreas Haas (* 20. April 1982 in Homburg) ist ein ehemaliger deutscher Fußballspieler.

## Karriere
In seiner Jugend spielte Andreas Haas für den SV Reiskirchen, die SG Erbach und den 1. FC Kaiserslautern, ehe er zum 1. FC Saarbrücken ging. In der Saison 2000/01 rückte er dort in die erste Mannschaft auf, wo er es in zwei Spielzeiten auf sechs Einsätze in der 2. Bundesliga brachte. Nach langer Verletzungspause in der Saison 2002/03 hatte Haas keine Chance mehr beim FCS. Aus diesem Grund wechselte er zu Beginn der Saison 2003/04 zum Erzrivalen FC 08 Homburg. In seiner ersten Saison bei den Grün-Weißen machte Andreas Haas sechs Tore. In den zwei darauffolgenden Spielzeiten schoss er insgesamt 56 Tore und wurde beide Male Torschützenkönig der Oberliga Südwest. Nach der Saison 2005/06 verließ Haas den FCH und wechselte zur TSG 1899 Hoffenheim in die Regionalliga Süd. Dort konnte er sich aber nicht durchsetzen. Am 4. Spieltag der Regionalliga Süd hatte Haas seinen ersten und einzigen Einsatz bei der TSG: Im Spiel gegen den saarländischen Verein SV Elversberg schoss er das 1:0 (Endstand 1:1). In der Winterpause wechselte Haas ablösefrei zum Ligakonkurrenten FK Pirmasens. In seinen acht Einsätzen machte Haas vier Tore, konnte aber den Abstieg in die Oberliga Südwest nicht verhindern.
In der Winterpause der Saison 2007/08 wechselte Haas zum KSV Hessen Kassel in die Regionalliga Süd. Der Vertrag beim Traditionsverein aus Nordhessen galt bis zum Ende der Saison und beinhaltete eine Option auf ein weiteres Jahr bei Qualifikation für die 3. Liga, welche aber verfehlt wurde. Daraufhin wechselte er für die nächsten zwei Jahre zur SV 07 Elversberg in die Regionalliga West. Im Januar 2011 schloss sich der Stürmer wieder dem FC Homburg an. Im August 2011 wechselte Haas in die Saarlandliga zum FC Palatia Limbach, den er noch vor der Winterpause wieder verließ. Ein Jahr später schloss er sich dem SC Halberg Brebach an. Im Januar 2013 wechselte Haas zum SVN Zweibrücken, den er in der Rückrunde 2012/13 mit 19 Toren in 17 Spielen zum Aufstieg in die Regionalliga Südwest schoss. Bereits kurz nach Saisonstart 2013/14 löste Haas seinen Vertrag in Zweibrücken wieder auf und unterschrieb Ende August 2013 beim Oberligisten FK Pirmasens. Mit 19 Toren hatte er auch in Pirmasens wesentlichen Anteil am Meisterschaftsgewinn und dem Regionalligaaufstieg. Zur Saison 2014/15 wechselte Haas zum Oberligisten Borussia Neunkirchen. Von 2015 bis 2017 spielte er bei den unterklassigen Vereinen SG Erbach und VfB Waldmohr und beendete dort seine aktive Karriere.

## Statistik
| Liga                 | Saison  | Verein               | Spiele | Tore |
| -------------------- | ------- | -------------------- | ------ | ---- |
| 2. Bundesliga        | 2000/01 | 1. FC Saarbrücken    | 5      | 0    |
| 2. Bundesliga        | 2001/02 | 1. FC Saarbrücken    | 1      | 0    |
| Regionalliga Süd     | 2002/03 | 1. FC Saarbrücken    | 0      | 0    |
| Oberliga Südwest     | 2003/04 | FC 08 Homburg        | 25     | 6    |
| Oberliga Südwest     | 2004/05 | FC 08 Homburg        | 34     | 30   |
| Oberliga Südwest     | 2005/06 | FC 08 Homburg        | 32     | 28   |
| Regionalliga Süd     | 2006    | TSG 1899 Hoffenheim  | 1      | 1    |
| Regionalliga Süd     | 2007    | FK Pirmasens         | 8      | 4    |
| Oberliga Südwest     | 2007    | FK Pirmasens         | 17     | 7    |
| Regionalliga Süd     | 2008    | KSV Hessen Kassel    | 14     | 4    |
| Regionalliga West    | 2008/09 | SV Elversberg        | 28     | 8    |
| Regionalliga West    | 2009/10 | SV Elversberg        | 11     | 3    |
| Regionalliga West    | 2010/11 | FC 08 Homburg        | 17     | 4    |
| Saarlandliga         | 2011/12 | FC Palatia Limbach   | 7      | 5    |
| Oberliga RP/Saar     | 2012    | SC Halberg Brebach   | 16     | 5    |
| Oberliga RP/Saar     | 2013    | SVN Zweibrücken      | 17     | 19   |
| Regionalliga Südwest | 2013/14 | SVN Zweibrücken      | 5      | 1    |
| Oberliga RP/Saar     | 2013/14 | FK Pirmasens         | 26     | 19   |
| Oberliga RP/Saar     | 2014/15 | Borussia Neunkirchen | 28     | 10   |

## Erfolge
- Torschützenkönig der Oberliga Südwest 2005 (30 Treffer)
- Torschützenkönig der Oberliga Südwest 2006 (26 Treffer)